# 91 př. n. l.

## Narození
- ? – Süan-ti († 49 př. n. l.) –  devátý císař čínské dynastie Chan

## Úmrtí
- Lucius Licinius Crassus (* 140 př. n. l.) – římský konzul a státník[1]
- Marcus Livius Drusus (* asi 124 př. n. l.) – římský politik, reformátor a tribun[2]

## Hlavy států
- Parthská říše – Mithradatés II. (124/123 – 88/87 př. n. l.) » Gótarzés I.? (91/90 – 81/80 př. n. l.)
- Egypt – Ptolemaios X. Alexandros (110 – 109, 107 – 88 př. n. l.)
- Čína – Wu-ti (dynastie Západní Chan)
- starověká Arménie – Tigranés Veliký (doba vlády 95 př. n. l. – 55. př. n. l.)[3]